# Pyramide des besoins
Pyramide de Maslow
Pour les articles homonymes, voir Pyramide (homonymie).
| Besoin d'accomplissement de soi |

| Besoins d'estime (confiance et respect de soi, reconnaissance et appréciation des autres) |

| Besoins d'appartenance et d'amour (affection des autres) |

| Besoins de sécurité (environnement stable et prévisible, sans anxiété ni crise) |

| Besoins physiologiques (respiration, hydratation, alimentation, sexualité, sommeil, excrétion) |

Pyramide des besoins
La pyramide des besoins, dite pyramide de Maslow, est une représentation pyramidale de la hiérarchie des besoins qui interprète la théorie de la motivation fondée à partir des observations réalisées dans les années 1940 par le psychologue Abraham Maslow. L'article où Maslow expose pour la première fois sa théorie, A Theory of Human Motivation, est paru en 1943.
La hiérarchie des besoins de Maslow est souvent représentée sous la forme d'une pyramide, avec les besoins les plus importants et les plus fondamentaux en bas, et le besoin d'accomplissement de soi au sommet. Cependant, Maslow lui-même n'a jamais créé de pyramide pour représenter la hiérarchie des besoins.
Cette théorie souffre toutefois de n'avoir jamais pu prouver de lien de causalité entre les besoins qu'elle présente.

## Théorie de Maslow

### Présentation générale

Pyramide des besoins selon l'interprétation de la théorie de la motivation du psychologue Abraham Maslow.

C'est en 1970, dans la deuxième édition de son ouvrage Motivation and Personality, qu'apparaît l'exposé le plus complet de sa théorie de la motivation. Recherchant ce qui se cache derrière ces motivations, il met au jour cinq (groupes de) besoins fondamentaux : les besoins physiologiques, les besoins de sécurité, les besoins d'appartenance et d'amour, les besoins d'estime et le besoin d'accomplissement de soi. Cette taxinomie des besoins est, selon Maslow, universelle. En effet, le caractère particulier d'une motivation a pour origine les nombreux déterminismes tels que la culture, le milieu social ou l'éducation. Ainsi, une personne peut satisfaire son estime en étant reconnue comme un bon chasseur par ses pairs et une autre en possédant du pouvoir. En conclusion, derrière chaque motivation ou chaque objet de désir se cache un besoin fondamental.
Les besoins s'inscriraient dans le cadre d'une hiérarchie. Tous les besoins sont continuellement présents, mais certains se font plus sentir que d'autres à un moment donné. Par exemple, une personne démunie de tout est capable de mettre en péril sa vie pour se nourrir (dans ce cas, on observe que les besoins physiologiques ont plus d'importance que les besoins de sécurité). Autre exemple : le bizutage (les besoins d'estime ne se font pas sentir avant que les besoins d'appartenance ne soient relativement satisfaits).
En conclusion, lorsqu'un groupe de besoins est satisfait un autre va progressivement prendre la place selon l'ordre hiérarchique suivant : besoins physiologiques > besoins de sécurité > besoins d'appartenance et d'amour > besoins d'estime > besoins d'accomplissement de soi.
Remarque: lorsqu'un besoin précédent n'est plus satisfait, il redevient prioritaire.

### Relativité et progressivité
La représentation de la hiérarchie des besoins sous la forme d'une pyramide a généré bon nombre de malentendus et, par là même, des critiques infondées, notamment du fait que Maslow n'a jamais représenté sa théorie sous forme hiérarchique. On trouve principalement parmi les méprises les plus répandues:
1. l'émergence soudaine des besoins.
2. la satisfaction absolue des besoins.

Autrement dit, cette représentation a véhiculé l'idée selon laquelle un besoin doit être satisfait à 100 % avant que le besoin suivant émerge.
Maslow nuançait cette apparente fixité à deux égards.
Il notait d'abord une progressivité dans le passage d'un échelon à un autre « comme si le citoyen moyen était satisfait à 85 % dans ses besoins physiologiques, à 70 % dans ses besoins de sécurité, à 50 % dans ses besoins d’amour, à 40 % dans ses besoins d’estime, et à 10 % dans ses besoins de réalisations. »

Il remarquait ensuite une seconde progressivité dans l'apparition de l'échelon suivant: 

« Comme pour le concept d’émergence d’un nouveau besoin après satisfaction d’un besoin primaire, l’émergence n’est pas un phénomène soudain mais plutôt une émergence lente et graduelle à partir du néant. Par exemple, si le besoin primaire A est seulement satisfait à 10 %, alors le besoin B ne sera pas visible du tout. Pourtant, si le besoin A est satisfait à 25 %, le besoin B peut apparaître à 5 %, si le besoin A est satisfait à 75 % le besoin B peut apparaître complètement et ainsi de suite. »

Ces deux nuances oubliées avec le temps accordent davantage de flexibilité à la théorie et permettent d'y intégrer certaines différences individuelles.

### Psychopathologie
Maslow a mis en lumière l'importance de la satisfaction des besoins. En effet, l'insatisfaction répétée ou à long terme est pathologique. 
Certaines personnes résistent mieux que d'autres à l'insécurité, à la solitude ou au manque de reconnaissance.

## Intérêts du modèle
Cette pyramide est utile en mercatique, où elle permet de positionner un produit. Son aspect logique a sans doute un effet rassurant, mais il ne s'agit pourtant que d'une ébauche de méthodologie, qu'il faut adapter à l'environnement étudié. Au-delà du premier niveau, il s'agit, à strictement parler, plus d'aspirations que de besoins. Elle permet d'adapter les services aux clients.

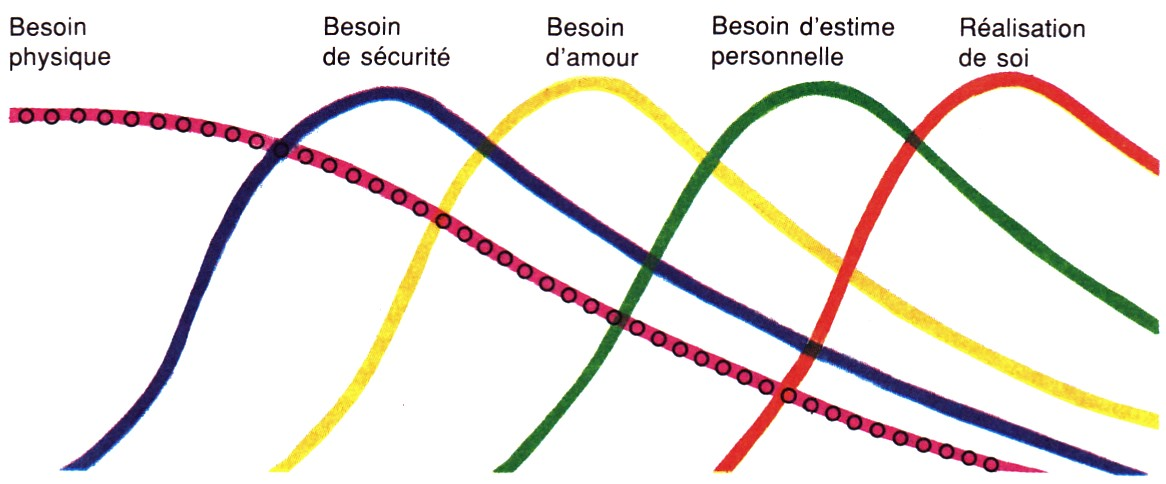
Ordre de satisfaction des besoins

La pyramide trouve également du sens dans l'apprentissage de l'économie des ménages. Elle représente un idéal de consommation et une allocation rationnelle des moyens financiers de la famille. Le budget devrait d'abord être consacré aux besoins vitaux avant d'être dépensés dans des besoins secondaires (appartenance ou estime).
L'historienne Chloé Maurel a montré que l'ONU s'est inspirée de cette pyramide pour adopter dans les années 1970 le concept de "besoins essentiels" (basic needs), s'efforçant d'apporter à tous les individus la satisfaction de leurs besoins de base en alimentation, logement, habillement, santé, etc., jusqu'à la culture et l'éducation, au moyen du Programme alimentaire mondial (PAM) et du Programme des Nations unies pour le développement (PNUD), ainsi que de l'action complémentaire des différentes agences spécialisées (OMS, FAO, Unesco, etc.)

## Défauts et limites du modèle
La pyramide de Maslow est l'un des modèles de la motivation les plus enseignés, notamment en formation au management. Ce modèle possède l'avantage d'être immédiatement compréhensible et frappant, mais il possède de nombreuses limites qui ont conduit à sa réfutation pratiquement totale. En effet, aucun lien de causalité n'a jamais été prouvé entre les différents besoins et Maslow lui-même n'a jamais cherché à les montrer. Satisfaire un besoin inférieur avant le besoin supérieur n'est pas systématique en termes de management ; parfois ce n'est même pas possible. Un employé peut vouloir avoir un grand besoin d'accomplissement avant le besoin d'appartenance au sein de l'entreprise. Cette hiérarchisation peut varier d'un individu à un autre, en fonction de son mode de vie, de sa culture et de ses motivations. En intégrant la notion de soft factors (culture d'entreprise, éthique…), on modifie la hiérarchie des besoins par une meilleure prise en compte individuelle qui limite la résistance aux changements et favorise la motivation.

### Absence de données
La première de ces limites tient dans l'absence de données scientifiques pour vérifier, justifier, le modèle. En 1943, Maslow indiquait lui-même : il est « beaucoup plus facile de percevoir et de critiquer les aspects de la théorie plutôt que d’y remédier, principalement à cause du grand manque de données disponibles. » Plus tard, plusieurs scientifiques ont émis la même critique : Clark, 1960 ; Cofer & Appley (en), 1964 ; Vroom, 1964, Leonard Berkowitz (en), 1969 ; Hill, 1969.

### Observation limitée
Abraham Maslow s'est exclusivement limité à étudier la population occidentale. Il semble que son observation se soit essentiellement attachée à ses collègues, et en particulier à Ruth Benedict et Max Wertheimer auxquels il vouait une profonde admiration. Il en fera d'ailleurs mention dans sa publication : « Il est vrai que la plupart des gens avec lesquels nous avons travaillé ont eu l’air d’avoir ces besoins de base dans l’ordre indiqué ».

## Développements et extensions du modèle
D'autres auteurs se sont penchés sur les besoins humains, notamment Frederick Herzberg (États-Unis, 1923-2000), qui a défini les besoins d'Adam et les besoins d'Abraham. L'étude des enfants sauvages a aussi permis d'avancer dans les constatations qui caractérisent les besoins des êtres vivants, notamment les animaux sociaux et Homo sapiens.
À la lumière de ces constatations et de ces réflexions, on s'aperçoit que, loin de discréditer la théorie de Maslow, elles la confirment : qui pourrait affirmer que les besoins vitaux ne sont pas hiérarchisés ? La plus élémentaire des observations expérimentales montre que le besoin de respirer est prioritaire par rapport au besoin de boire, puis de manger : quelques minutes d'arrêt respiratoire suffisent à tuer un être vivant (du moins un humain), alors qu'il peut vivre plusieurs jours sans boire et plusieurs semaines sans manger.

### Distinction entre «besoin» et «désir»
Le besoin est une « nécessité ressentie », d'ordre physique, social ou mental. La satisfaction ou non-satisfaction (manque) s'exprime à travers des sensations : la faim exprime le besoin de manger, la satiété signale le besoin satisfait ; la peur exprime le besoin de sécurité, le calme signale le besoin satisfait…
Le besoin est une nécessité en cela que, s'il n'est pas satisfait, il bloque le processus de vie (besoins vitaux) ou de développement de l'individu (besoins sociaux, besoins mentaux…).
Le désir est exprimé par le cerveau inconscient sous forme d'une émotion qui en signale la présence et la satisfaction ou la non satisfaction (manque). Le désir peut s'exprimer et se définir — c'est en ce sens qu'il est conscient —, mais son origine est inconsciente, un peu plus élaborée que le besoin. Le désir serait une sorte de sublimation d'un besoin précisé, imagé, que l'on peut voir, imaginer, on en rêve, et c'est ce qui fait sa force. Par exemple, tout individu a besoin de survivre en cas d'attaque, par la contre-attaque ou la fuite (actions inconscientes ou instinctives). En revanche, vouloir posséder une moto est un désir. C'est une vision comportementaliste du besoin et du désir.
La libido (le désir chez Freud) est non seulement l'expression du désir sexuel mais également la sensation de bien-être, en rapport avec la satisfaction de ce désir. C'est un processus largement inconscient ; la vision freudienne du désir a largement inspiré la publicité.
La vente utilise le désir, la libido, pour combler le besoin et le désir. Le besoin est un sentiment de manque ou de privation accompagné d'un désir de le voir disparaître. L'acte inconscient d'achat est largement inspiré par le désir compulsif.

### Dépassement de soi
Vers la fin de sa vie, Abraham Maslow ajouta un dernier niveau à la pyramide des besoins, qu'il appela self-transcendence que l'on pourrait traduire par « dépassement de soi-même » ou encore « transcendance de Soi ».
La description qu'il fait de ce degré motivationnel se décline en deux parties :
1. la recherche de l'être humain à faire avancer une cause le dépassant lui-même (« seeks to further a cause beyond the self »), incluant sa propre mise au service d'autrui, la dévotion à un idéal ou à une cause (par exemple la justice sociale ou encore l'écologie, une foi religieuse ou bien la recherche scientifique) et/ou le désir de s'unir avec ce qui est perçu comme transcendant ou divin ;
2. la recherche de l'être humain d'expérimenter une communion au-delà des limites de soi par l'entremise d'une expérience (un vécu personnel) intense (« to experience a communion beyond the boundaries of the self through peak experience »), ce qui peut inclure des expériences mystiques, esthétiques, sexuelles, transpersonnelles ou encore des expériences avec la nature, dans lesquelles la personne expérimente un sens d'identité qui transcende ou s'étend au-delà de soi-même (« in which the person experiences a sense of identity that transcends or extends beyond the personal self »).

Les premiers doutes quant à savoir si les besoins d'accomplissement personnel étaient bien le plus « haut » niveau de la pyramide des besoins sont apparus chez Maslow dès la fin des années 1950 et le début des années 1960, en lien avec le phénomène d'expériences paroxystiques (peak experience). Il a tout d'abord appelé ces expériences pics comme relevant d'une forme de prise de conscience (Being-cognition) ; dès 1961, Maslow commence à envisager ces Being-cognition comme relevant d'un niveau motivationnel différent de l'actuel dernier besoin de la pyramide (accomplissement de soi).
Dès 1967, Maslow considère le besoin d'actualisation comme distinct du besoin d'accomplissement de soi. Il clarifiera officiellement cette position en 1969, affirmant que l'être humain complètement développé tendra à être motivé par des valeurs qui transcendent sa personne (« The fully developed (and very fortunate) human being working under the best conditions tends to be motivated by values which transcend his "self" »).
Maslow identifie donc bien que certains individus ont dépassé le niveau d'accomplissement de soi, et poursuivent une recherche qui dépasse l'individualité de leur personne propre, pour embrasser une communion plus large, impliquant souvent un engagement au service d'autrui. Le besoin d'accomplissement de soi implique que l'individu travaille à actualiser son propre potentiel, alors que le niveau de dépassement de soi (self-transcendence) implique de mettre de côté ses propres besoins, au bénéfice de service à autrui ou à d'autres causes, extérieures à soi.
Il y a plusieurs raisons pour lesquelles la pyramide de Maslow n'est pas rectifiée en fonction de ses travaux les plus récents :
- il y a eu très peu de temps et d'opportunités pour Maslow de publier et communiquer ses derniers travaux scientifiques (son mandat en tant que président de l'American Psychological Association se terminait au moment où ses travaux théoriques prenaient forme, mi-1967, soit à peine trois ans avant sa mort) ;
- les dernières années de sa vie, Maslow a été malade (problèmes coronariens), puis convalescent en 1968 ;
- la réalité institutionnelle de l'époque n'était visiblement pas prête à intégrer ce dernier niveau, à consonance plus spirituelle que psychologique (la psychologie transpersonnelle n'était pas encore perçue comme entièrement légitime à cette époque) ;
- une faiblesse théorique concernant l'affirmation de Maslow que ces motivations « hautes » ne devraient être accessibles qu'aux personnes qui ont déjà résolu des motivations plus basiques (survies, sécurité, etc.) ;
- une dernière source de résistance de la part des psychologues de l'époque vient peut-être du fait qu'ils n'avaient pas, eux-mêmes, vécu de telles expériences paroxystiques et donc n'avaient peut-être pas « atteint » ce dernier degré de sagesse.

### Pyramide révisée
La pyramide révisée est une reformulation proposée par le psychologue Douglas Kenrick et ses collaborateurs en 2010, qui remplace l'accomplissement de soi au sommet par trois besoins liés à l'évolution : la séduction d'un partenaire, la rétention du partenaire et l'éducation des enfants. Cette révision s'appuie sur la psychologie évolutionniste. Ceci donne donc : 
1. Éducation des enfants
2. Rétention du partenaire
3. Séduction du partenaire
4. Statut/Estime
5. Affiliation
6. Autoprotection
7. Besoins physiologiques immédiats

## Classification voisine
- Les quatorze besoins fondamentaux selon Virginia Henderson : cette grille comportementaliste (ou béhavioriste) des besoins est couramment utilisée en soins infirmiers et sert à déterminer la qualité du soin (notions de bientraitance et de confort du malade).
- La classification des désirs chez Épicure.
- Le paradigme des douze besoins (Pourtois et Desmet, 1997)[16].

## Dans la culture populaire
- Cette pyramide apparaît dans le film Le Séminaire ainsi que dans le film The Man from Earth, avec la critique qu'elle serait « politiquement de droite », car une personne pauvre ne serait pas épanouie et donc ne serait pas rentable ; il ne faudrait donc pas l'embaucher.
- Cette pyramide est citée dans Si seul, musique du rappeur français Orelsan sur son album Le Chant des sirènes, dans laquelle il explique qu'il « en a marre d'escalader la pyramide de Maslow » (à comprendre : il n'en peut plus d'être dans la quête de l'accomplissement personnel, qui semble être une quête vaine).
- Elle est citée dans Service à Domicile, épisode 42, saison 2, de la série télévisée Les Experts.
- Le personnage principal de Nos étoiles contraires, Hazel Grace, reprend cette pyramide en expliquant qu'elle n'est pas justifiée concernant l'existence de son amour avec Augustus Waters (cf. Nos étoiles contraires, pages 222-227, édition française).
- Dans le roman La pyramide des besoins humains de Caroline Solé, un adolescent devient le héros d'un jeu de télé-réalité inspiré de la théorie de Maslow[17].
- Nathalie Quintane cite la pyramide de Maslow dans son essai Que faire des classes moyennes ? ; elle l'orthographie à dessein « Masselo »[18].
- Le film 365 Dni fait une brève référence à la pyramide de Maslow au cours d’une soirée d’anniversaire.